# マトナカーシュ
マトナカーシュ(Matnakash)は、アルメニアの伝統的な発酵パンである。パンを作る工程から、「指で引っ張る」という意味の言葉に由来する。小麦粉とパン酵母またはサワードウスターターを用い、縦方向または縦横交差の筋を持つ、楕円または丸形のローフに成形される。クラストの特徴的な金色や金茶色は、焼成の前にローフの表面を甘みを付けた茶のエキスで覆うことで実現する。
アルメニア人のディアスポラの結果、マトナカーシュは、多くのアルメニア人が居住する地域でも、人気がある。

## 歴史
1930年代、アルメニア・ソビエト社会主義共和国の食の専門家は、新しい共産主義国家を、より現代的に見えるパンで祝賀したいと考えた。マトナカーシュは、大量生産される都会的なパンとなった。パンに付けるパン屋ごとの模様まで、ソビエトの課題に再解釈された。その見た目は、畝と畝間のある耕された畑に似ていた。このパンの縁は農地、付けられた筋は耕された畝と解釈された。